# ريتشارد في. سبنسر
ريتشارد في. سبنسر هو سياسي أمريكي، ولد في 18 يناير 1954 في واتربوري في الولايات المتحدة. نشط حزبياً في الحزب الجمهوري. وقد انتخب الأمين العام (3 أغسطس 2017 – 24 نوفمبر 2019).